# كولوبنط إبري
كولوبنط إبري (الاسم العلمي:Colobanthus acicularis) هو نوع من النباتات يتبع جنس الكولوبنط من الفصيلة القرنفلية.